# NGC 2871
NGC 2871 é uma estrela na direção da constelação de Leo. O objeto foi descoberto pelo astrônomo Lawrence Parsons em 1874, usando um telescópio refletor com abertura de 72 polegadas. 